# K7리그 광주 동구
K7리그 광주 동구(K7 League Gwangju Donggu)는 대한민국 광주광역시 동구에서 진행되는 축구 대회이다.

## 역사
2017년에 '디비전7 광주광역시 동구 리그'라는 이름으로 시작되었다. 2017년 시즌에 6개 선수단이 참가했고, 2018년 시즌에는 6개 선수단이 참가했다. 하지만 동구에서 참가하는 팀 수가 부족해 다른 지역에 있는 일부 팀이 참가하고 있다.

## 시즌별 결과
| 시즌   | 권역 | 참가 | 우승           | 준우승            | 승격 | 비고                                |
| ------ | ---- | ---- | -------------- | ----------------- | ---- | ----------------------------------- |
| 2017년 | 1개  | 6팀  |                |                   |      |                                     |
| 2018년 | 1개  | 6팀  | 광주 동구 FCTG | 광주 북구 대림 FC |      | 승격팀은 2019년 K6리그 광주A에 참가 |
| 2019년 | 1개  | 6팀  |                |                   |      |                                     |

## 같이 보기
- K7리그